# Cataratas de Dudsagar
As cataratas de Dudsagar (em inglês: Dudhsagar Falls) são quedas de água situadas no rio Mandovi, na parte oriental do estado de Goa, Índia, na fronteira com o estado de Carnataca. Encontram-se na taluka (concelho) de Saguém,  60 km a sudeste de Pangim, 46 km a leste de Margão e 60 km a norte de Belgaum. A linha ferroviária Margão-Belgaum passa sobre as cataratas, cujo nome significa "mar de leite".
Com 310 metros de altura, quatro níveis e 30 metros largura média, estão entre as quedas de água mais altas da Índia[carece de fontes?] e entre as 300 mais altas do mundo. Situam-se dentro do Santuário Bhagwan Mahaveer e do Parque Nacional de Mollem, nas montanhas dos Gates Ocidentais, numa área coberta por florestas de caducifólias com grande biodiversidade. As cataratas não são especialmente espetaculares durante a estação seca, ao contrário do que acontece durante a época da monção, quando são alimentadas pelas abundantes chuvas.[carece de fontes?]
Deve o seu nome às nuvens de espuma que se criadas pela queda da água, que faz lembrar leite. Segundo uma lenda, um poderoso rei que governava os Gates Ocidentais tinha o seu palácio na floresta perto das cataratas e a sua filha costumava ir tomar banho ao pitoresco lago das cascatas. Depois do banho, a princesa tinha o hábito de beber um jarro de leite com açúcar. Um dia, quando estava a beber leite após ter tomado banho, apareceu um belo príncipe. Embararaçada, a princesa despejou leite em frente a ela, de modo a formar uma espécie de cortina que impedisse o príncipe de a ver nua e dar tempo a que uma criada lhe trouxesse a roupa. Desde então que o leite com açúcar (dudh) entornado pela princesa corre em torrentes como tributo ao pudor da princesa.